# رحمة بن عيشوش
رحمة بن عيشوش (وُلِدت في 22 نوفمبر 1991) هي لاعبة كرة قدم جزائرية تشغل مركز مهاجمة في الدوري السعودي الممتاز للسيدات بنادي العنقاء ومنتخب الجزائر.

## الحياة المبكرة
وُلدت بن عيشوش في توقرت بالصحراء الجزائرية، وقد طوَّرت شغفًا مبكرًا بكرة القدم. نشأت في توقرت وشاركت في المباريات غير الرسمية مع أصدقائها في الشوارع. بدعم من عائلتها، انتقلت إلى الاحتراف بالانضمام إلى فريق ESF Oued Righ Touggourt، ما شكَّل بداية مشاركتها الرسمية في الرياضة.

## مسيرتها في الأندية
بدأت بن عيشوش مسيرتها مع نادي ESF Oued Righ Touggourt. بعد أن تلقت أول استدعاء للمنتخب الوطني، انضمت لاحقًا إلى فريق MZ Biskra، الذي رأت فيه المكان الذي يمكن أن تحدث فيه نقلة حقيقية في مسيرتها. كان للفريق هيكل ونظام وبرنامج عمل. بعد ثلاث سنوات ناجحة مع MZ Biskra، تلقت عرضًا من فريق AS Sûreté Nationale القاعدي في الجزائر العاصمة لمدة موسم واحد، وانتقلت في النهاية إلى هناك.

### الخروب
في 28 أكتوبر 2020، أُعلِن عن انتقال بن عيشوش من AS Sûreté Nationale للانضمام إلى فريق JF Khroub بطل دوري السيدات الجزائري الممتاز في الموسم السابق.
كانت أولى ألقاب بن عيشوش مع JF Khroub عندما فاز الفريق بكأس الجزائر للسيدات موسم 2022–23 لأول مرة في تاريخ النادي.

### سي إف أكبو
في 25 أغسطس 2023، أُعلِن عن توقيع نادي أقبو مع بن عيشوش للمنافسة في دوري السيدات الجزائري 2023–24.

### العنقاء
في 18 سبتمبر 2024، أُعلِن عن توقيع العنقاء مع بن عيشوش، ليكون هذا أول عقد احترافي لها في الخارج.

## المسيرة الدولية
في 2014، تم استدعاء بن عيشوش لأول مرة إلى المنتخب الجزائري لملاقاة السنغال في مباراتين وديتين، ولم يتم استدعاؤها مرة أخرى حتى 2018. في عام 2018، تم استدعاؤها مجددًا للمنتخب الجزائري لملاقاة السنغال في تصفيات كأس الأمم الأفريقية للسيدات 2018، وفي مباراة الإياب سجلت هدفًا حاسمًا منح الجزائر التأهل إلى الدور الثاني. لعبت بن عيشوش في كأس العرب لكرة القدم للسيدات 2021.

## إحصائيات المسيرة

### المباريات الدولية
آخر تحديث match played 5 ديسمبر 2023.
| المنتخب | السنة   | المباريات | الأهداف |
| ------- | ------- | --------- | ------- |
| الجزائر | 2018    | 2         | 1       |
| الجزائر | 2019    | 4         | 0       |
| الجزائر | 2020    | 3         | 0       |
| الجزائر | 2021    | 3         | 3       |
| الجزائر | 2022    | 0         | 0       |
| الجزائر | 2023    | 7         | 1       |
| المجموع | المجموع | 19        | 5       |

الأهداف والنتائج مع المنتخب الجزائري، العمود "النتيجة" يشير إلى النتيجة بعد كل هدف سجلته بن عيشوش.
| رقم | التاريخ       | المكان                                         | الخصم   | النتيجة | النتيجة النهائية | المسابقة                                |
| --- | ------------- | ---------------------------------------------- | ------- | ------- | ---------------- | --------------------------------------- |
| 1   | 10 أبريل 2018 | ملعب 20 أغسطس، الجزائر العاصمة، الجزائر        | السنغال | 2–0     | 2–0              | تصفيات كأس الأمم الأفريقية للسيدات 2018 |
| 2   | 28 أغسطس 2021 | ملعب أكاديمية الشرطة، القاهرة، مصر             | فلسطين  | 1–0     | 4–1              | كأس العرب للسيدات 2021                  |
| 3   | 28 أغسطس 2021 | ملعب أكاديمية الشرطة، القاهرة، مصر             | فلسطين  | 2–1     | 4–1              | كأس العرب للسيدات 2021                  |
| 4   | 28 أغسطس 2021 | ملعب أكاديمية الشرطة، القاهرة، مصر             | فلسطين  | 4–1     | 4–1              | كأس العرب للسيدات 2021                  |
| 5   | 11 أبريل 2023 | استاد نيلسون مانديلا، الجزائر العاصمة، الجزائر | تنزانيا | 2–0     | 3–0              | ودية                                    |

## الإنجازات
JF Khroub
- كأس الجزائر للسيدات: 2022–23

CF Akbou
- دوري السيدات الجزائري الممتاز: 2023–24
- كأس الجزائر للسيدات: 2023–24
- كأس دوري السيدات الجزائري: 2023–24